# Eliniko-Arjirupoli
Eliniko-Arjirupoli (gr. Δήμος Ελληνικού-Αργυρούπολης, Dimos Eliniku-Arjirupolis) – gmina w Grecji, w administracji zdecentralizowanej Attyka, w regionie Attyka, w jednostce regionalnej Ateny-Sektor Południowy. Siedzibą gminy jest Arjirupoli. W jej skład wchodzi ponadto miasto Eliniko. W 2011 roku liczyła 51 356 mieszkańców. Powstała 1 stycznia 2011 roku w wyniku połączenia dotychczasowych gmin Eliniko i Arjirupoli.